# 月状骨
月状骨（げつじょうこつ）（羅名lunatum　Os,lunatum）とは、四肢動物の前肢を構成する短骨の一つである。
ヒトの月状骨は、左右の手に1本ずつ存在し三角骨、豆状骨、舟状骨とともに近位手根骨を構成している。

## 月状骨と関節する骨
- 有頭骨、有鉤骨:手根中央関節[2]
- 橈骨:撓骨手根関節[3]
- 舟状骨、三角骨:手根間関節[4]